# Wesmaelius ogatai
Wesmaelius ogatai is een insect uit de familie van de bruine gaasvliegen (Hemerobiidae), die tot de orde netvleugeligen (Neuroptera) behoort. 
Wesmaelius ogatai is voor het eerst wetenschappelijk beschreven door Nakahara in 1956.